# Daily Record

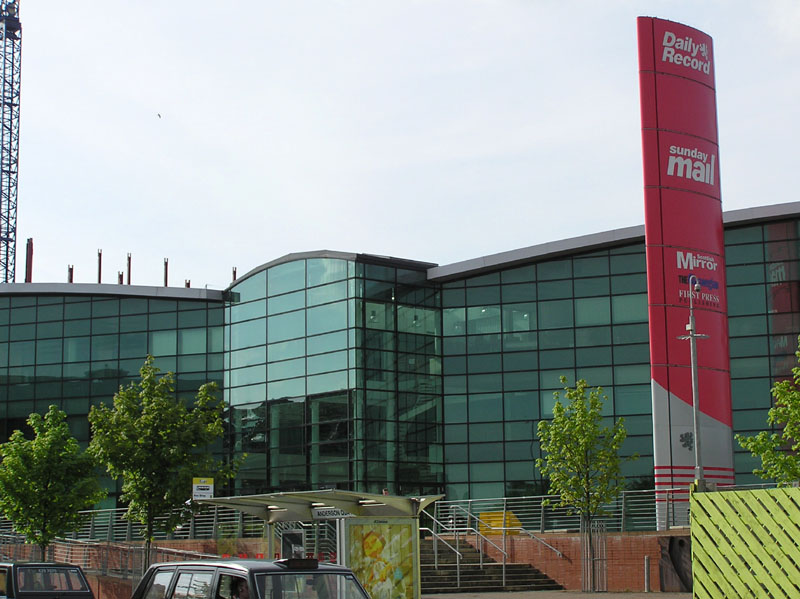
Daily Record Building

De Daily Record is een Schots dagblad op tabloidformaat. De krant werd in 1842 opgericht, is (tegenwoordig) in handen van het Britse mediabedrijf Trinity Mirror, dat o. a. ook de Britse boulevardbladen de Daily Mirror en The People uitgeeft, en is gevestigd te Glasgow. De krant heeft een dagelijkse oplage van rond de 450.000, en was tot augustus 2006 het grootste Schotse dagblad. Sindsdien is The Scottish Sun, de Schotse versie van het Britse boulevardblad The Sun voor het eerst de grootste krant van Schotland. Het logo van de krant is een leeuw, dat refereert aan het wapen van Schotland. De krant is politiek gezien links, socialistisch en populistisch georiënteerd, net als zijn moederkrant de Daily Mirror. De krant richt zich vooral op Schotland, en brengt behalve algemeen, politiek en economisch nieuws vooral nieuws over sport, roddel, vaak seksgerelateerde schandalen van beroemdheden en vrouwenzaken, maar heeft geen 'Page Three Girl', zoals veel andere Britse schandaalkranten. De krant heeft ook een aparte rubriek over Schotland, die zich alleen richt op algemeen- en sportnieuws uit en over Schotland.